# Ciżmówka szorstkozarodnikowa

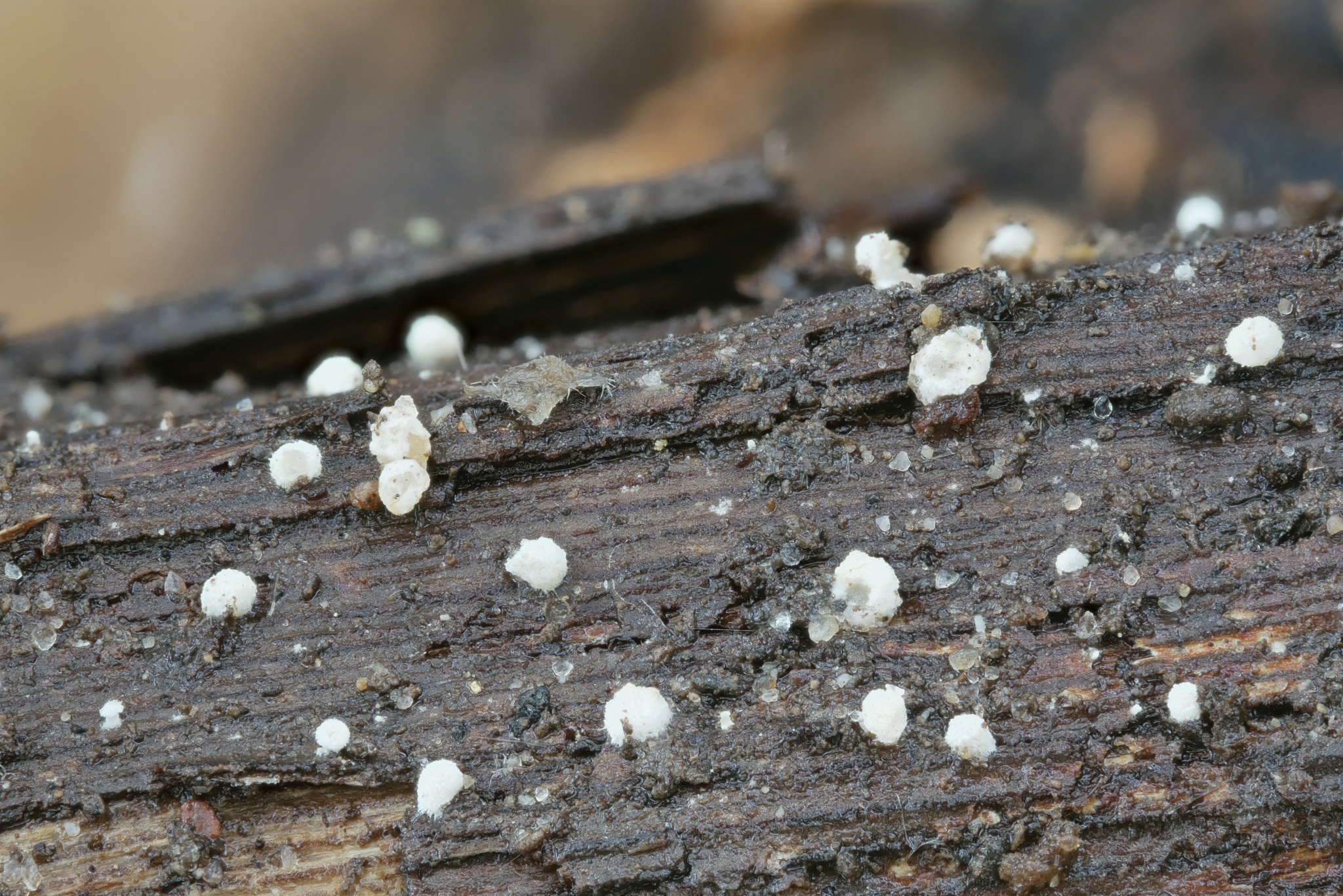

Ciżmówka szorstkozarodnikowa (Crepidotus subverrucisporus Velen.) – gatunek grzybów należący do rodziny ciżmówkowatych (Crepidotaceae).

## Systematyka i nazewnictwo
Pozycja w klasyfikacji: Crepidotus, Crepidotaceae, Agaricales, Agaricomycetidae, Agaricomycetes, Agaricomycotina, Basidiomycota, Fungi (według Index Fungorum).
Po raz pierwszy opisał go w 1948 r. Albert Pilát na martwym drewnie robinii akacjowej (Robinia pseudoacacia) w Czechosłowacji. Synonimy:
- Crepidotus bickhamensis P.D. Orton 1984
- Crepidotus subverrucisporus Pilát 1948
- Crepidotus subverrucisporus var. megalosporus Hesler & A.H. Sm. 1965
- Crepidotus subverrucisporus var. roseifolius Hesler & A.H. Sm. 1965[2].

Nazwę polską zaproponował Władysław Wojewoda w 2003 r.

## Morfologia
Owocniki
Średnica 3–10 mm, wypukłe do płaskowypukłych, okrągłe do półkolistych lub zaokrąglonych, do podłoża przyrastające bokiem lub mimośrodowo, zwykle z białawym lub żółtawym kutnerem. Trzonu brak. Brzeg początkowo podwinięty, potem prosty. Powierzchnia sucha, filcowata, brudna biaława do bladożółtokremowej. Blaszki średnio gęste, początkowo białawe, później płowożółte i ostatecznie cynamonowobrązowe. Ostrza delikatnie włókniste, stale białawe.
Cechy mikroskopowe
Podstawki 20–25 × 7–8 µm, walcowato-maczugowate, 4-zarodnikowe, niektóre 2-zarodnikowe. Zarodniki (7,0–) 7,5–10,0 (–11,0) × (4,5–) 5,0–6,0 (–7,0) µm, Q = 1,45–1,78, jajowate do elipsoidalnych, w widoku z boku lekko migdałowate, w KOH żółtawo-brązowe, o ścianach drobno, ale wyraźnie brodawkowatych. Cheilocystydy 28–65 × 4–10 × 3–5 µm, cylindryczne, szeroko butelkowate do wąsko butelkowatych, czasem rozgałęzione w górnej części, z wierzchołkiem nieco główkowatym, czasem z przegrodą w górnej części, szkliste, cienkościenne. Pleurocystyd brak, czasami zdarzają się butelkowate, pleurocystydoidalne strzępki lub bazydiole o łocistożółtej zawartości. Skórka typu trichoderma, zbudowana z luźno splecionych, szklistych, cienkościennych strzępek o szerokości 3–6 µm. Sprzążki obecne we wszystkich strzępkach.

## Występowanie i siedlisko
Stanowiska ciżmówki szorstkozarodnikowej podano w Ameryce Północnej i Południowej, Europie, Afryce i Australii. Najwięcej stanowisk podano w Europie. Występuje tu na całym niemal obszarze, od Morza Śródziemnego po północne krańce Półwyspu Skandynawskiego. W piśmiennictwie naukowym w Polsce do 2003 r. znane było tylko jedno stanowisko, podane przez A. Piláta w Puszczy Białowieskiej w 1950 r. Później podano stanowiska także w Gryżynie, w ujściu Warty, Kampinoskim Parku Narodowym i w rezerwacie przyrody Buki nad Jeziorem Lutomskim. Aktualne stanowiska podaje internetowy atlas grzybów. Zaliczona w nim jest do gatunków zagrożonych i wartych objęcia ochroną.
Nadrzewny grzyb saprotroficzny. Występuje na martwym drewnie drzew liściastych, czasami także na drewnie zakopanym w ziemi.